# Џибрил Сисе
Џибрил Сисе (фр. Djibril Cissé; Арл 12. август 1981) је бивши француски фудбалер и национални репрезентативац. Играо је на позицији нападача.

## Биографија
Сисеу је мајка муслиманка пореклом са Обале Слоноваче рођена у Француској која је пре веровала за католичку веру, a отац је такође био фудбалер зове се Мангуе Сисе и био је капитен Француске на Светском првенству 1974. које се одржало у Немачкој.
За Квинс Парк Ренџерс дошао је 31. јануара 2012. за 4. милиона евра из италијанског Лација. За Квинс парк ренџерсе је дебитовао против Астон Виле, такође је и постигао гол. Резултат је на крају меча био нерешен са 2-2.

## Успеси

### Клупски
Оксер
- Куп Француске (1): 2002/03.

Ливерпул
- УЕФА Лига шампиона (1): 2004/05.
- УЕФА суперкуп (1): 2005.
- ФА куп (1): 2005/06.

Панатинаикос
- Првенство Грчке (1): 2009/10.
- Куп Грчке (1): 2010.

### Репрезентативни
Француска
- Куп конфедерација (1): 2003

### Индивидуални
- Најбољи стрелац Првенства Француске: 2001/02, 2003/04.
- Најбољи стрелац Првенства Грчке: 2010, 2011.